# Cellatica
Cellatica (Selàdega o Saladega in dialetto bresciano) è un comune italiano di 4 889 abitanti della provincia di Brescia in Lombardia. Rientra nel territorio della Franciacorta ed è situato ai piedi delle Prealpi Bresciane, si trova a circa 7 chilometri a ovest del capoluogo Brescia, confina inoltre a nordovest con Gussago e ad est con Collebeato.
Il comune di Cellatica fa parte del movimento Patto dei sindaci, un'iniziativa della Commissione Europea lanciata nel 2008 per riunire in una rete permanente le città che intendono avviare un insieme coordinato di iniziative per la lotta ai cambiamenti climatici.
È sede di distretto scolastico e zona di produzione dell'omonimo vino e del Cellatica superiore.

## Geografia fisica

### Territorio

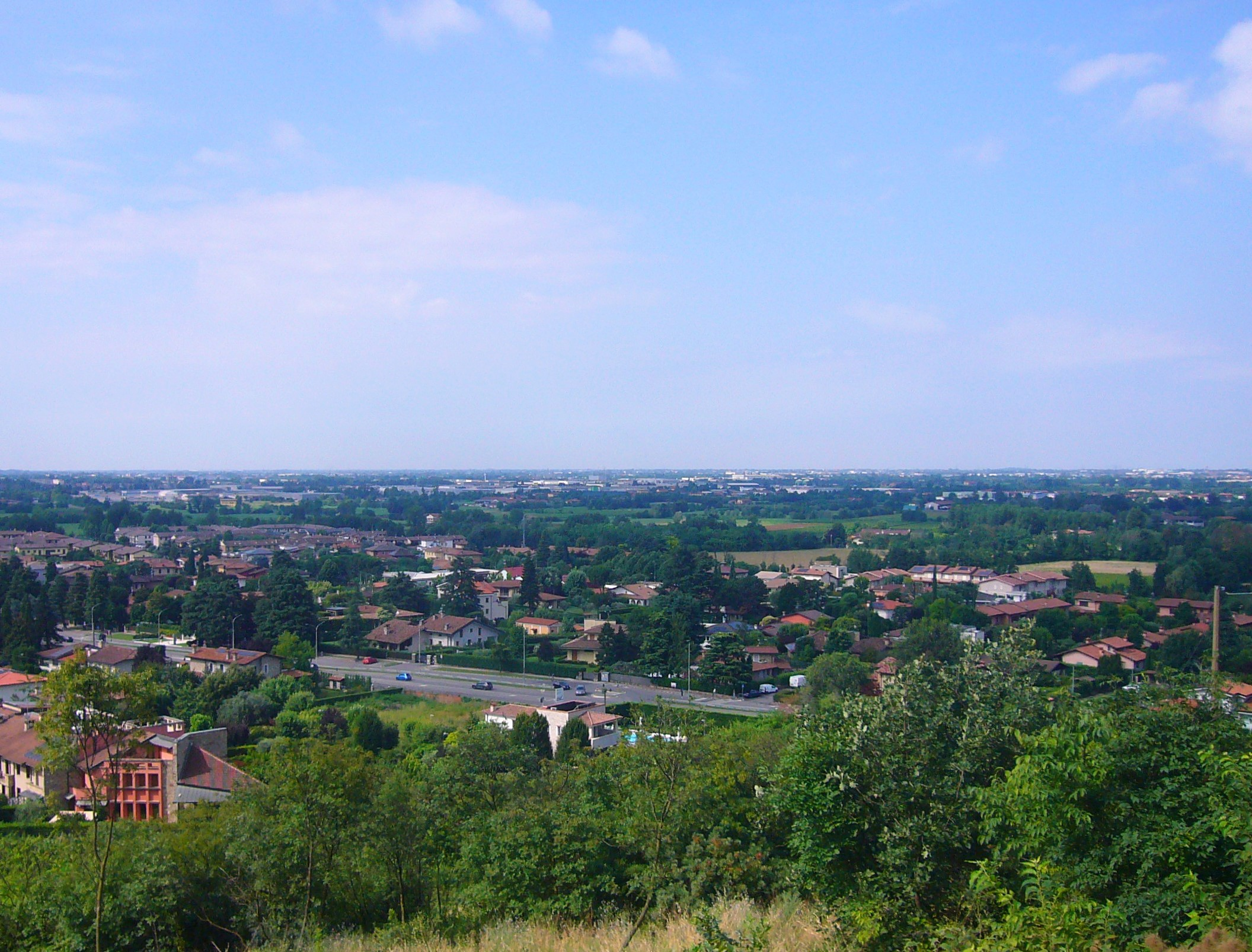
La pianura vista dalla chiesa di San Rocco in località Marze

Il territorio di Cellatica, a pochi chilometri dal capoluogo, presenta una caratteristica variazione altimetrica ondulata.
Sulle sue colline si scorgono insiemi di antiche abitazioni detti "campiani".

### Clima
Il clima a Cellatica è caldo e temperato, con piovosità significativa durante tutto l'anno.
La temperatura media annuale è di 11,6 °C, essendo luglio il mese con temperature più alte (21,5 °C) e gennaio il mese con temperature più basse (1,8 °C).
La piovosità media annuale è di 1091 mm. In particolare le piogge sono più scarse nel mese di gennaio (54 mm) e più abbondanti nel mese di novembre (125 mm).
| [ 8 ]               | Mesi | Mesi | Mesi | Mesi | Mesi | Mesi | Mesi | Mesi | Mesi | Mesi | Mesi | Mesi | Stagioni | Stagioni | Stagioni | Stagioni | Anno  |
| [ 8 ]               | Gen  | Feb  | Mar  | Apr  | Mag  | Giu  | Lug  | Ago  | Set  | Ott  | Nov  | Dic  | Inv      | Pri      | Est      | Aut      | Anno  |
| ------------------- | ---- | ---- | ---- | ---- | ---- | ---- | ---- | ---- | ---- | ---- | ---- | ---- | -------- | -------- | -------- | -------- | ----- |
| T. max. media (°C)  | 5,7  | 7,2  | 11,6 | 15,2 | 19,4 | 23,7 | 25,6 | 25,3 | 20,7 | 15,9 | 10,5 | 6,4  | 6,4      | 15,4     | 24,9     | 15,7     | 15,6  |
| T. min. media (°C)  | −1,7 | −1,5 | 1,1  | 4,8  | 9,2  | 14,0 | 16,7 | 16,9 | 13,6 | 9,5  | 4,7  | 0,1  | −1,0     | 5,0      | 15,9     | 9,3      | 7,3   |
| Precipitazioni (mm) | 54   | 59   | 67   | 96   | 106  | 100  | 87   | 96   | 115  | 119  | 125  | 67   | 180      | 269      | 283      | 359      | 1 091 |

- Classificazione sismica: zona 3[6] (zona con pericolosità sismica bassa, che può essere soggetta a scuotimenti modesti), Ordinanza del PCM n. 3519/2006[9]
- Classificazione climatica: zona E, 2410 GR/G[10]
- Classificazione dei climi di Köppen: Cfb[8]

## Origini del nome
Gli antichi toponimi di Cellatica includono Zellatica (XII secolo), Cella (XIII secolo), Villa (XIII secolo) e Celadèga (XVI secolo).
Si pensa che il nome di Cellatica derivi dal termine "cella", intesa come "cella vinaria" o "oratorio" o "piccola chiesa" o "deposito di frutti campestri", in riferimento forse di una cella vinaria di un monastero e quindi alla produzione di vino nella zona.

## Storia
Data la sua vicinanza alla città di Brescia, la storia di Cellatica è stata spesso influenzata dalla storia del capoluogo e della sua provincia.
Una delle più antiche testimonianze nel territorio di Cellatica è un'iscrizione dell'epoca romana, dedicata alla dea Minerva.
Nel XI secolo Cellatica faceva parte del "territorium civitatis" donato da Corrado II il Salico al vescovo di Brescia Olderico I.
Durante le guerre di Lombardia, nel 1439 Cellatica fu devastata dal condottiero e capitano di ventura Nicolò Piccinino.
Durante la dominazione veneta faceva parte della quadra di Gussago.
Nel 1908 viene inaugurato un tram elettrico che collegava Brescia a Gussago, passando da Cellatica.

### Simboli
Lo stemma e il gonfalone sono stati concessi con decreto del presidente della Repubblica del 12 maggio 1970.
branche anteriori un ramo di vite di verde, posto in palo, pampinoso di tre, fruttato di due d'argento. Sotto
lo scudo, su lista bifida svolazzante d'azzurro, il motto in caratteri d'oro: justitia et pax.»
Il gonfalone è un drappo troncato di azzurro e di giallo.

## Monumenti e luoghi d'interesse

### Architetture religiose
- Chiesa di San Giorgio Martire (XVII secolo)[14] Sull'altare maggiore della chiesa è collocata una pala del 1663 raffigurante san Giorgio a cavallo che uccide il drago.[11]
- Santuario della Madonna della Stella (1539):[15] la costruzione della chiesa sembra essere stata decisa in seguito ad un miracolo avvenuto nel luogo chiamato la Selva, dove si racconta che la Madonna con Gesù Bambino, essendo apparsa ad un pastore sordomuto, lo guarì e gli comunicò il desiderio che fosse costruita una chiesa nello stesso luogo.[11] La chiesa si trova anche sul territorio di altri due comuni, Concesio (più precisamente nel territorio della frazione di San Vigilio) e Gussago, per cui nel tempo sono occorse contese sulla sua proprietà.[16]
- Chiesa di San Rocco, in località Marze (XV secolo):[11] custodisce al suo interno una statua lignea del XVI secolo raffigurante san Rocco.[11][17]
- Chiesetta degli alpini (1973): è dedicata ai caduti di tutte le guerre.[11] Nel suo piccolo altare conserva un pugno di sabbia proveniente dal deserto della Libia e un pugno di terra dalla Russia.[11]
- Chiesa dell'Immacolata, a Marze[18]
- Chiesa di Sant'Antonio, a Cocchio[19]
- Chiesa del Sacro Cuore[20]
- Chiesa della Sacra Famiglia, a Fantasina[21]

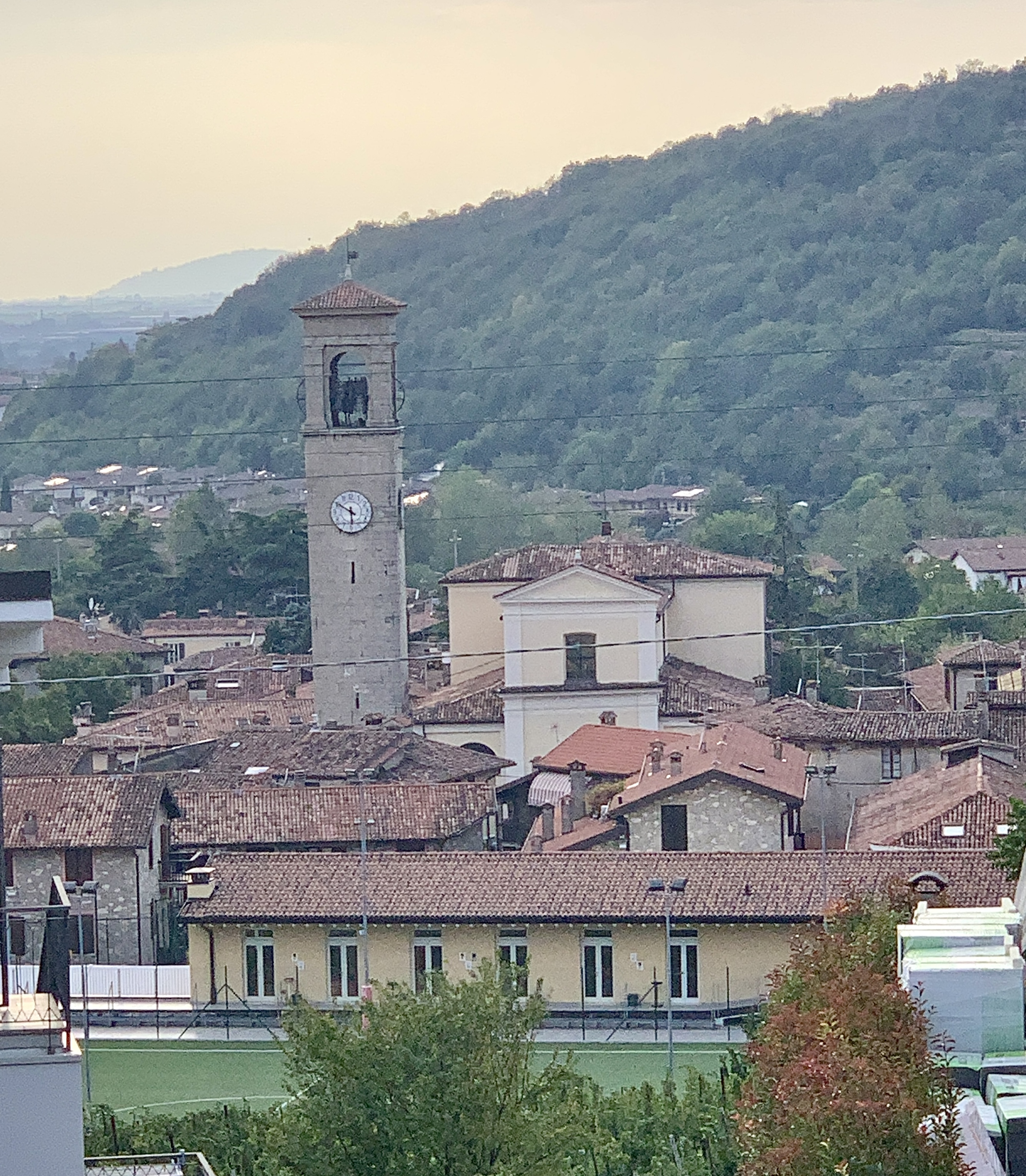
Parrocchia San Giorgio e case circostanti
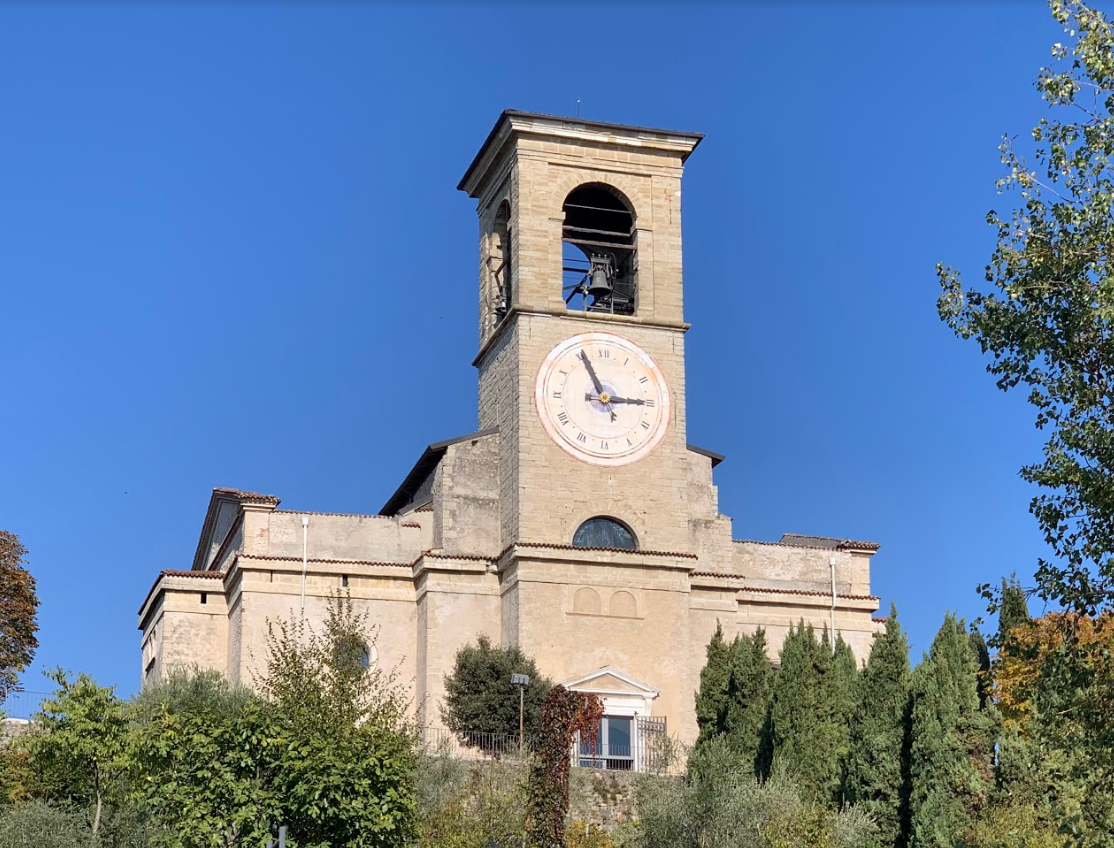
Santuario della Madonna della Stella
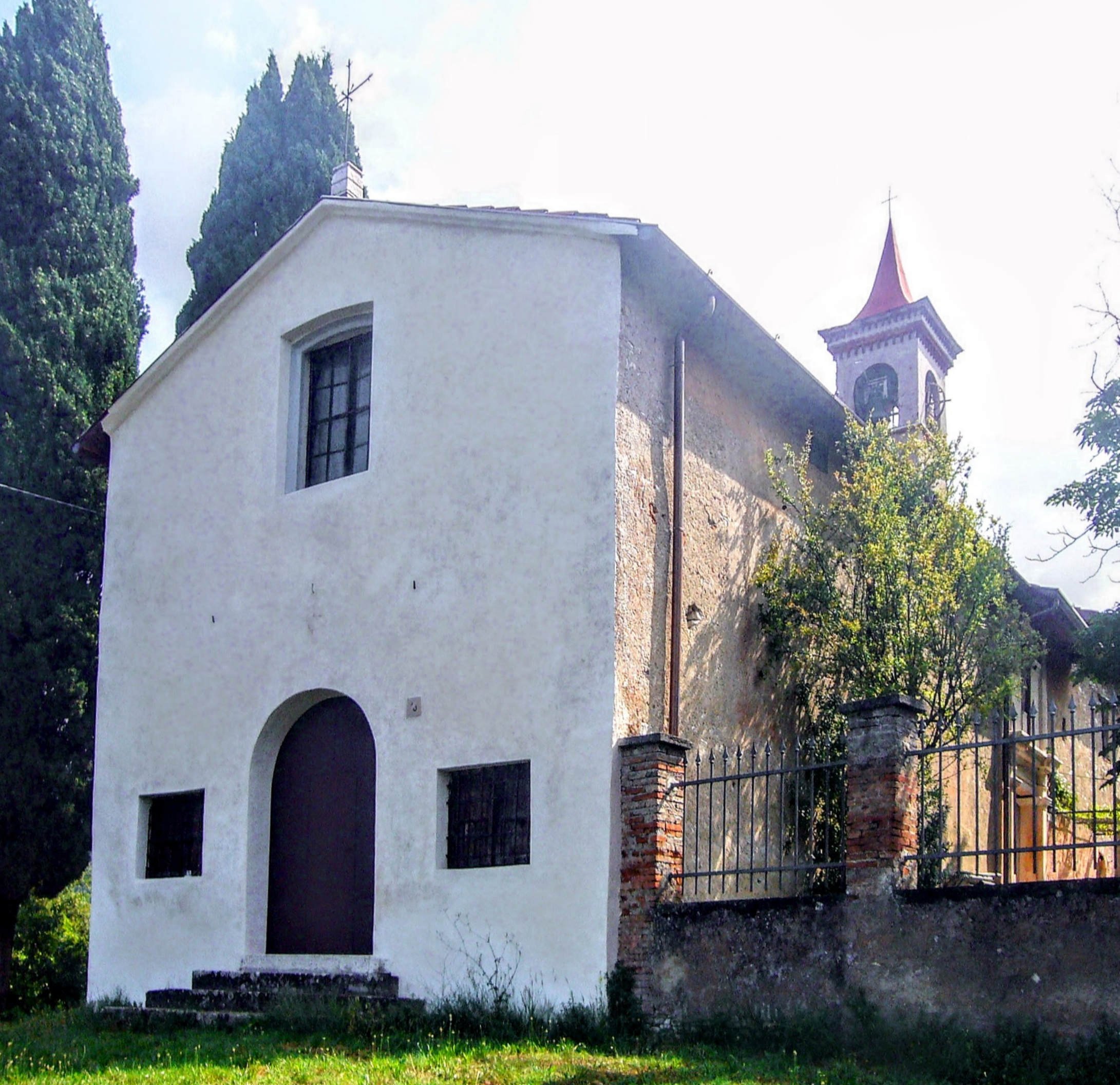
Chiesa di San Rocco in località Marze

### Architetture civili
- Palazzo Boroni (1806): fatto costruire dall'impresario nautico Ottavio Boroni, che lo volle disegnato a forma di nave, con una torretta centrale e oblò nelle pareti.[11] Al suo interno si sono svolti per lungo tempo corsi di preparazione al matrimonio dell'Istituto Pro Familia.[11]
- Villa Trebeschi, ex convento dei francescani (1300)[11]
- Palazzo Mazzola, ex palazzo Pulusella (XVI secolo)[11]
- Palazzo Covi, in località Terra, usato dal 1880 come oratorio maschile[11][22]
- Teatro Parrocchiale Via Montebello[11][23]

### Aree naturali
Insieme ai comuni di Collebeato, Brescia, Botticino, Bovezzo, Rodengo-Saiano, Rezzato è stato istituito il Parco delle colline.

## Società

### Evoluzione demografica
Abitanti censiti

### Sagre e ricorrenze
Durante il mese di giugno e luglio è presente da anni al Campo sportivo dell'USD Cellatica "La settimana dello sportivo".
Ogni 23 aprile si festeggia San Giorgio per le vie del paese con la processione della statua del patrono. Sempre in ambito di ricorrenze religiose ogni ultima domenica di maggio si tiene la processione della Madonna per le vie del paese.

## Economia
L'economia di Cellatica si è basata per lungo tempo sulla coltivazione della vite in collina, da cui ha origine il vino rosso DOC "Cellatica". Altri vini prodotti nella zona sono il Franciacorta, il Pinot bianco, il Tokai e il Vino dei soci.
I vitigni coltivati nel territorio del comune includono per i vini rossi: Schiava, Merzemino, Barbera, Nebbiolo, Corva, Sangiovese e Cabernet: A questi si aggiungono per i vini bianchi a uso familiare, i vitigni Malvasia, Moscato, Trebbiano e Imbrunesca.

## Infrastrutture e trasporti

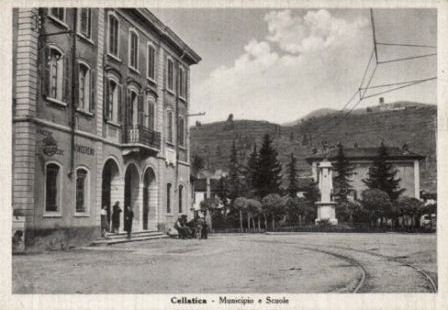
Binario a Cellatica nel 1941

Fra il 1907 e il 1953 Cellatica era servita dalla tranvia Brescia-Cellatica-Gussago.
Dal 2004, il paese è servito dall'autolinea 13 (Gussago-Poliambulanza) della rete dei trasporti urbani di Brescia.

## Amministrazione
| Periodo        | Periodo        | Primo cittadino      | Partito                          | Carica           | Note                 |
| -------------- | -------------- | -------------------- | -------------------------------- | ---------------- | -------------------- |
| 24 aprile 1995 | 14 giugno 1999 | Maria Febbrari Nolli | lista civica "Cellatica Insieme" | Sindaco          | [ 28 ]               |
| 14 giugno 1999 | 8 giugno 2009  | Sergio Maccagni      | lista civica "Cellatica Domani"  | Sindaco          | [ 28 ] [ 29 ] [ 30 ] |
| 8 giugno 2009  | 27 maggio 2019 | Paolo Cingia         | lista civica "Cellatica Domani"  | Sindaco          | [ 28 ] [ 31 ] [ 32 ] |
| 27 maggio 2019 | 6 giugno 2025  | Marco Marini         | lista civica "Cellatica Insieme" | Sindaco          | [ 28 ] [ 33 ] [ 34 ] |
| 6 giugno 2025  | in carica      | Marco Grassini       | lista civica "Cellatica Insieme" | Vicesindaco f.f. | [ 34 ]               |

## Sport

### Calcio
La principale squadra di calcio della città è l'A.S.D. Cellatica 1971 che milita nel girone C di Eccellenza. È nata nel 1971, fondata da Bernardo "Dino" Della Fiore.
La seconda squadra presente nel paese di Cellatica è il San Giorgio, ovvero la squadra dell'oratorio. È formata da due livelli: juniores e la prima squadra. La juniores si trova nel girone C del CSI Brescia.

### Impianti sportivi
Nel territorio comunale sono presenti anche un bocciodromo, due campi da calcio in corrispondenza del campo sportivo, un centro tennis, un centro di beach volley e una palestra multifunzione, dove si tengono corsi per vari sport.